# King’s College Chapel (Cambridge)

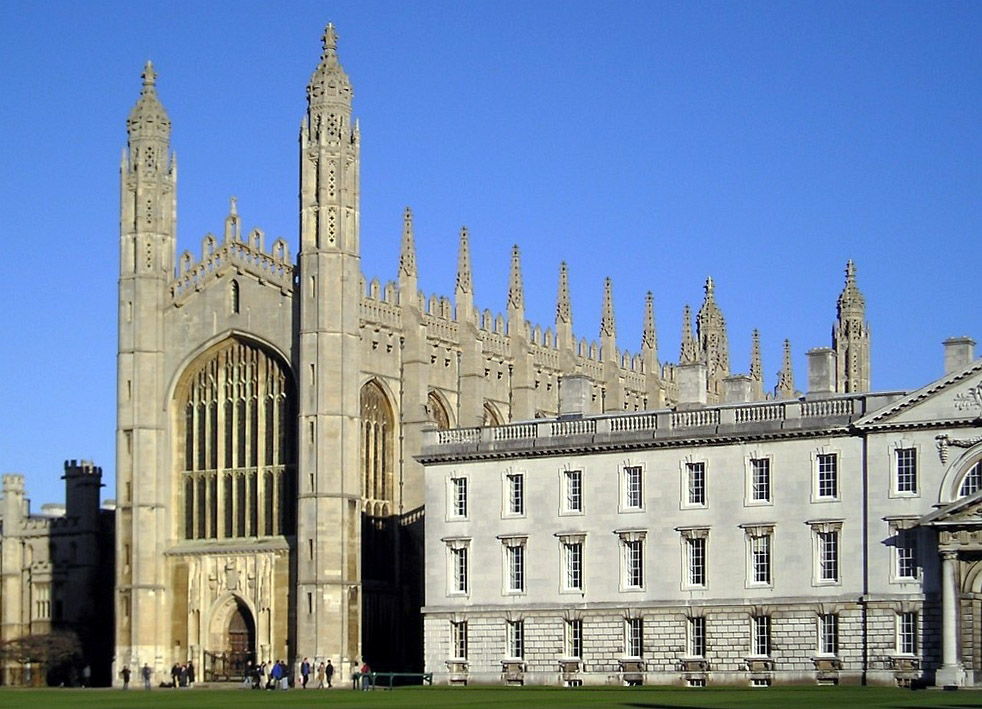
King’s College Chapel

King’s College Chapel ist ein anglikanisches Gotteshaus, das als Kapelle des zur Universität Cambridge gehörenden King’s College dient. Sie ist Sitz und Namensgeber des King’s College Choir. 
Die Kapelle wurde zwischen 1446 und 1515, in der Zeit der Rosenkriege, im Auftrag dreier Könige von England errichtet und gilt als herausragendes Beispiel des Perpendicular Style. Die großen Bleiglasfenster wurden erst 1531 fertiggestellt, der Lettner im Renaissance-Stil in den Jahren von 1532 bis 1536. Die markante Sehenswürdigkeit ist ein Wahrzeichen der Stadt Cambridge und ist seit 1950 als Kulturdenkmal ersten Ranges (Grade I) eingestuft.

## Bau der Chapel

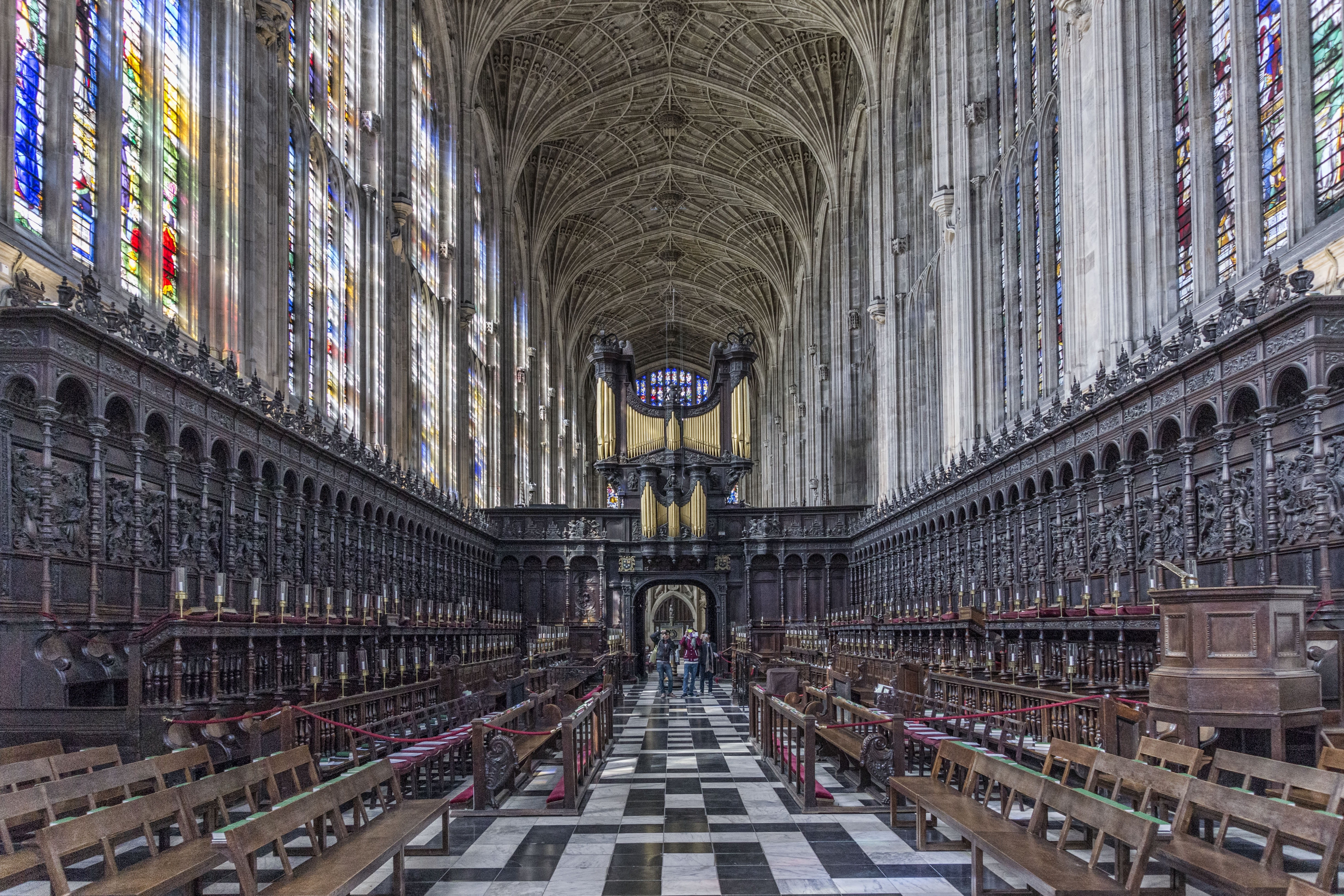
Blick vom Altar zum Lettner mit der Chororgel

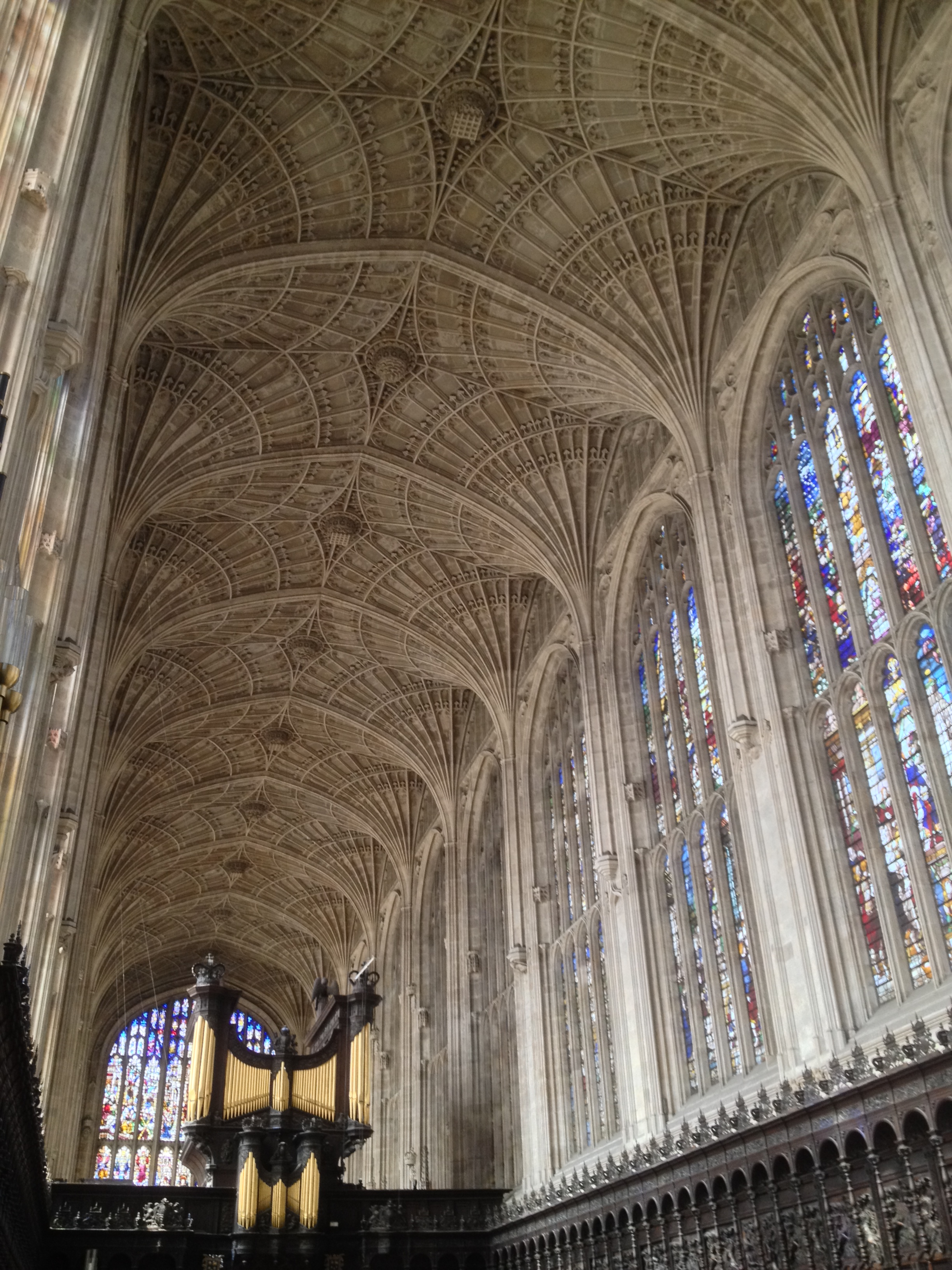
Fächergewölbe

König Heinrich VI. selbst gab die Ausmaße der Collegebaus vor. Dafür wurde ein ganzes Stadtviertel abgerissen, einschließlich der Kirche St John Zachary. Von den detaillierten Bauplänen, die der König vorgegeben hatte, wurde aber nur die Kapelle verwirklicht. Es ist nicht gesichert, wer der Baumeister war. Es könnte der königliche Baumeister Reginald Ely (fl. 1438–1471) gewesen sein. Nicholas Close (oder Cloos) († 1452), einer der ersten sechs Fellows des 1441 gegründeten Colleges und Priester an der abgebrochenen Kirche St John Zachary, wird als Aufseher (surveyor) genannt, was oft als Architekt verstanden wurde. Der König legte den Grundstein am Fest des Heiligen Jakobus am 25. Juli 1446. Als Heinrich VI. im Zuge der Rosenkriege 1461 abgesetzt wurde, endeten die Baumaßnahmen zunächst. Bis dahin standen erst die Fundamente und die Ostwand.
Erst unter Richard III. wurden die Bauarbeiten wiederaufgenommen. Zum Ende seiner Regentschaft 1485 waren fünf Joche fertiggestellt und mit einem Holzdach versehen, so dass sie zum Gottesdienst genutzt werden konnten. Heinrich VII., der Begründer der Tudor-Dynastie, besuchte den unfertigen Bau 1506. Unter dem Einfluss seiner Mutter Margaret Beaufort sorgte er für die Wiederaufnahme der Arbeit und hinterließ eine Summe, um zu gewährleisten, dass der von seinem abgesetzten Onkel begonnene Bau nach seinem Tod fortgeführt werden konnte. 1515 unter Heinrich VIII. war der Bau mit Ausnahme der großen Fenster fertig.
Die Kapelle enthält das größte Fächergewölbe der Welt, das von 1512 bis 1515 von John Wastell errichtet wurde. Sie enthält auch außergewöhnliche mittelalterliche Fenster.
Während des Englischen Bürgerkrieges wurde die Kirche von Oliver Cromwells Truppen benutzt. Sie wurde jedoch nicht zerstört, da Cromwell in Cambridge studiert hatte. Graffiti, die seine Soldaten zurückließen, gibt es noch. Während des Zweiten Weltkriegs wurden die meisten Fensterscheiben ausgelagert, und die Kapelle blieb unbeschädigt.

## Fenster

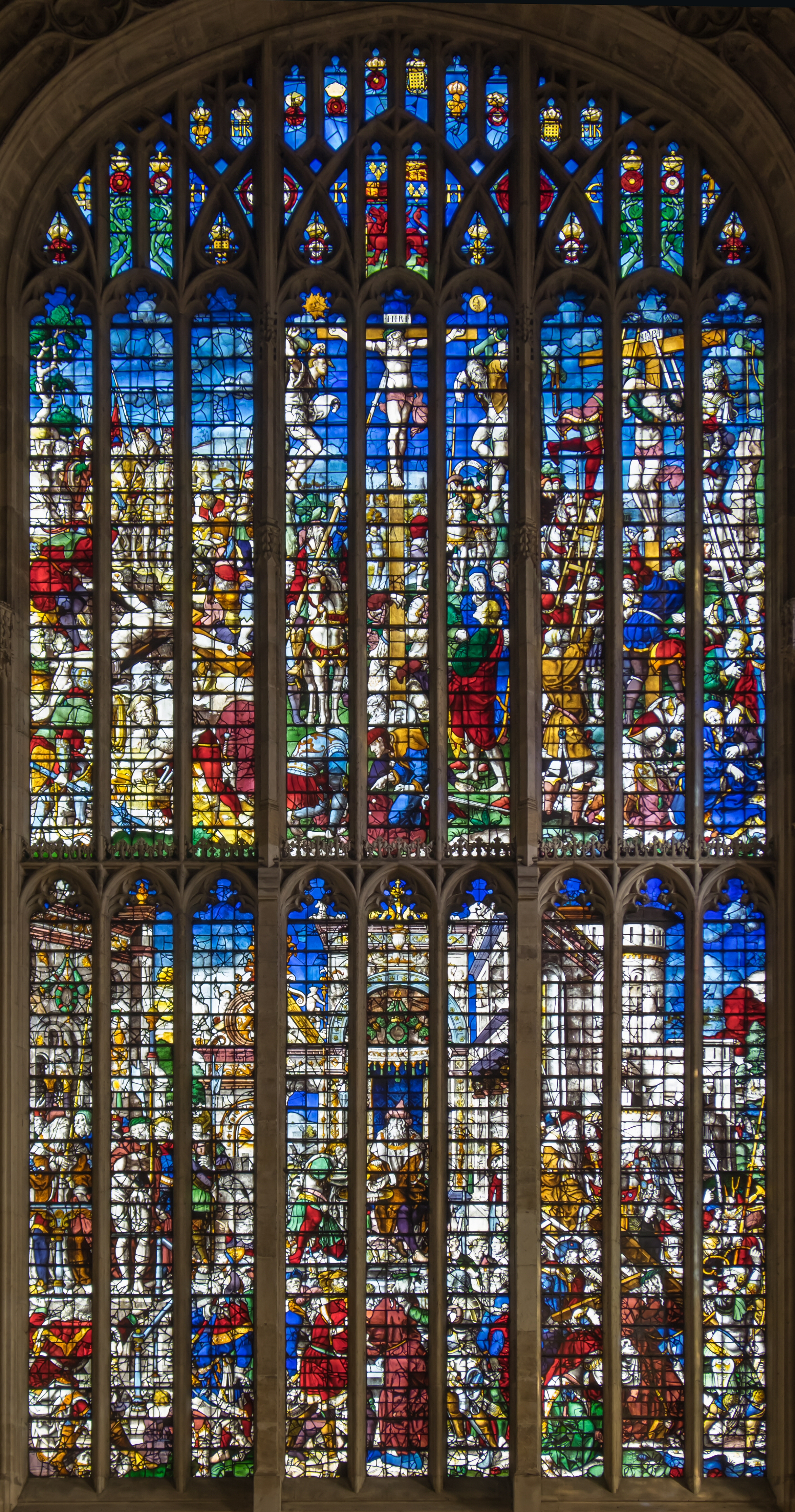
Das große Ostfenster zeigt in der oberen Hälfte die Kreuzigung Christi

Die Fenster der King’s College Chapel gehören zu den besten Glasmalerarbeiten ihrer Zeit. Es sind zwölf große Fenster auf jeder Längsseite und jeweils größere Fenster an den Ost- und Westenden. Mit Ausnahme des Westfensters sind sie flämischer Herkunft und datieren aus den Jahren 1515 bis 1531. Vier Fenster sind Werke von Barnard Flower. Gaylon Hone schuf zusammen mit drei Partnern das Ostfenster und sechzehn weitere Fenster zwischen 1526 und 1531. Die letzten vier Fenster stellten Francis Williamson and Symon Symondes her. Das einzige moderne Fenster ist das Westfenster, das der King’s Alumnus Francis Stacey 1879 stiftete.

## Altargemälde
Das Altargemälde Anbetung der Könige stammt von Peter Paul Rubens, der es 1634 für den Karmeliterkonvent in Leuven malte. Als die Klöster in Belgien im Zuge des Josephinismus aufgelöst wurden, wurde das Gemälde 1788 an William Petty, 2. Earl of Shelburne verkauft. Nach dessen Tod kaufte es Robert Grosvenor, 1. Marquess of Westminster, dessen Nachfahre es 1959 versteigern ließ. Der neue Besitzer, Alfred Ernest Allnatt, schenkte es dem King’s College. Bevor das Bild 1968 in der Kapelle aufgestellt werden konnte, wurden die Stufen vor dem Altar abgetragen, damit es das Ostfenster nicht verstellte. Unter den tudorzeitlichen Stufen fanden sich Bleisärge aus dem 15. bis 18. Jahrhundert, die exhumiert wurden. Damit das Altarbild nicht zu klein wirkte unter dem Ostfenster, wurde das Retabel um zwei leere Seitenflügel ergänzt. 

## Lettner
Ein großer holzgeschnitzter Lettner trennt Kirchenschiff und Chorraum. Er trägt die Chororgel. Der Lettner wurde von Heinrich VIII. zur Feier seiner Eheschließung mit Anne Boleyn in Auftrag gegeben. Er ist ein frühes Beispiel der englischen Renaissance-Architektur und steht im Kontrast zur gotischen Architektur der Kapelle. Nikolaus Pevsner bezeichnete ihn als „the most exquisite piece of Italian decoration surviving“, als bestes erhaltenes Beispiel italienischer Einrichtung in England.

## Orgel
Die Geschichte der Orgeln in der Kapelle des King’s College beginnt nachweislich bereits im 15. Jahrhundert. Quellen zufolge wurden in den Jahren 1450 bis 1451 zwei Orgeln repariert. Für das Jahr 1508 ist ein Neubau durch den Orgelbauer Thomas Browne belegt. Dieses Instrument wurde wohl nach 1564 abgebaut und verkauft. Zu Beginn des 17. Jahrhunderts baute der Orgelbauer Thomas Dallam ein neues Instrument. Es wurde 1617 durch den Orgelbauer Robert Dallam auf einer Orgelbühne aufgestellt.
Im Laufe der Zeit wurden weitere Instrumente erbaut. Das Instrument in seiner heutigen Gestalt geht zurück auf die Orgelbauer Harrison & Harrison, welche das vorhandene Instrument 1934 reorganisierten und erweiterten. Die letzten Arbeiten fanden 2016 statt. Das Instrument hat heute 81 Register (darunter einige Transmissionen) auf vier Manualwerken und Pedal. Die Spiel- und Registertrakturen sind elektropneumatisch.
Das auffallende Orgelgehäuse zählt zu den ältesten in ganz England und stammt wohl noch von dem Instrument von Dallam von Beginn des 17. Jahrhunderts. Das Gehäuse der Choir Organ stammt wohl aus der Mitte des 17. Jahrhunderts. Das Hauptgehäuse wurde 1958 in seiner Tiefe verdoppelt, um das ausgeweitete Instrument zu umfassen.
| I Choir Organ C–c4 |                                |         |
| 1.                 | Double Salicional (Ext. Nr. 4) | 16'     |
| 2.                 | Open Diapason                  | 08'     |
| 3.                 | Claribel Flute                 | 08'     |
| 4.                 | Salicional                     | 08'     |
| 5.                 | Dulciana                       | 08'     |
| 6.                 | Gemshorn                       | 04'     |
| 7.                 | Suabe Flute                    | 04'     |
| 8.                 | Nazard                         | 02 ⁄3'  |
| 9.                 | Dulcet                         | 02'     |
| 10.                | Tierce                         | 01 3⁄5' |
| 11.                | Larigot                        | 01 ⁄3'  |
| 12.                | Twenty-second                  | 01'     |
| 13.                | Corno di Bassetto              | 08'     |
| 14.                | Contra Tromba                  | 16'     |
| 15.                | Tromba                         | 08'     |
| 16.                | Octave Tromba                  | 04'     |

| II Great Organ C–c4 |                          |         |
| 17.                 | Double Open Diapason     | 16'     |
| 18.                 | Open Diapason I          | 08'     |
| 19.                 | Open Diapason II         | 08'     |
| 20.                 | Stopped Diapason         | 08'     |
| 21.                 | Octave                   | 04'     |
| 22.                 | Principal                | 04'     |
| 23.                 | Wald Flute               | 04'     |
| 24.                 | Octave Quint             | 02 ⁄3'  |
| 25.                 | Super Octave             | 02'     |
| 26.                 | Open Flute               | 02'     |
| 27.                 | Mixture IV               | 01 ⁄3'  |
| 28.                 | Sesquialtera III         | 01 3⁄5' |
| 29.                 | Contra Tromba (= Nr. 14) | 16      |
| 30.                 | Tromba (= Nr. 15)        | 08      |
| 31.                 | Octave Tromba (= Nr. 16) | 04      |

| III Swell Organ C–c4 |                  |        |
| 32.                  | Quintatön        | 16'    |
| 33.                  | Open Diapason    | 08'    |
| 34.                  | Violin Diapason  | 08'    |
| 35.                  | Voix céleste     | 08'    |
| 36.                  | Lieblich Gedeckt | 08'    |
| 37.                  | Echo Salicional  | 08'    |
| 38.                  | Vox Angelica     | 08'    |
| 39.                  | Principal        | 04'    |
| 40.                  | Lieblich Flute   | 04'    |
| 41.                  | Fifteenth        | 02'    |
| 42.                  | Mixture III      | 02 ⁄3' |
| 43.                  | Oboe             | 08'    |
|                      | Tremulant        |        |
| 45.                  | Double Trumpet   | 16'    |
| 46.                  | Trumpet          | 08'    |
| 47.                  | Clarion          | 04'    |

| IV Solo Organ C–c4 |                      |         |
|                    | schwellbar           |         |
| 48.                | Contra Viola         | 16'     |
| 49.                | Viole d'orchestre    | 08'     |
| 50.                | Viole octaviante     | 08'     |
| 51.                | Cornet de violes III | 03 1⁄5' |
| 52.                | Harmonic Flute       | 08'     |
| 53.                | Concert Flute        | 04'     |
| 54.                | Cor anglais          | 16'     |
| 55.                | Clarinet             | 08'     |
| 56.                | Orchestral Hautboy   | 08'     |
|                    | Tremulant            |         |
| 57.                | French Horn          | 08'     |
|                    | schwellbar           |         |
| 58.                | Tuba                 | 08'     |

| Pedal Organ C–g1 |                                 |        |
| 59.              | Double Open Wood (Ext. Nr. 60)  | 32'    |
| 60.              | Open Wood                       | 16'    |
| 61.              | Open Diapason (= Nr. 17)        | 16     |
| 62.              | Geigen                          | 16'    |
| 63.              | Bourdon                         | 16'    |
| 64.              | Salicional                      | 16'    |
| 65.              | Echo Violone (= Nr. 48)         | 16     |
| 66.              | Principal                       | 08'    |
| 67.              | Flute (Ext.)                    | 08'    |
| 68.              | Fifteenth                       | 04'    |
| 69.              | Rohr Flute                      | 04'    |
| 70.              | Open Flute                      | 02'    |
| 71.              | Mixture V                       | 01 ⁄3' |
| 72.              | Double Ophicleide (Ext. Nr. 73) | 32'    |
| 73.              | Ophicleide                      | 16'    |
| 74.              | Trombone (= Nr. 29)             | 16     |
| 75.              | Double Trumpet (= Nr. 45)       | 16     |
| 76.              | Cor anglais (= Nr. 54)          | 08     |
| 77.              | Posaune (Ext.)                  | 08'    |
| 78.              | Tromba (= Nr. 30)               | 08     |
| 79.              | Octave Tromba (= Nr. 31)        | 04     |
| 80.              | Schalmei                        | 04'    |

## Nutzung
Die Kapelle wird als Kirche genutzt, außerdem für Konzerte und Veranstaltungen des Colleges, darunter das traditionelle jährliche King's College Music Society May Week Concert, das immer am Montag der May Week abgehalten wird. Der Kirchenraum hat eine ausgezeichnete Akustik. Der weltberühmte Choir of King's College, Cambridge besteht seit 1441. Er singt während der Unterrichtszeit fast täglich, tritt in Konzerten auf sowie in Einspielungen für Rundfunk, CD und DVD. Er ist berühmt für die jährliche Direktübertragung der Nine Lessons and Carols durch die BBC am Heiligabend, die seit 1928 ausgestrahlt wird. Der Chor wurde von 1982 bis 2019 von Stephen Cleobury geleitet. In einem weiteren Chor, King's Voices, singen Studentinnen und Studenten wöchentlich während des Semesters den Evensong.
Das bedeutende touristische Ziel wird häufig als Symbol der Stadt Cambridge benutzt, zum Beispiel im Logo des Stadtrats.